# الكسندر مكدونالد (سياسي)
الكسندر مكدونالد (بالإنجليزية: Alexander McDonald) هو مصرفي ودبلوماسي وسياسي أمريكي، ولد في 10 أبريل 1832 في لاك هيفن في الولايات المتحدة، وتوفي في 13 ديسمبر 1903 في نوروود في الولايات المتحدة. حزبياً، نشط في الحزب الجمهوري. وقد انتخب عضو مجلس الشيوخ الأمريكي.